# حضارة (ماوية)

تعديل مصدري - تعديل

حضارة  هي إحدى قرى مديرية ماوية بمحافظة تعز اليمنية، بلغ تعداد سكانها 1864 نسمة حسب التعداد السكاني في اليمن في 2004.